# Christliche Gewerkschaft
Christliche Gewerkschaften wurden gegen Ende des 19. Jahrhunderts als Reaktion auf die bereits bestehenden freien Gewerkschaften, die eine sozialistische Ausrichtung hatten, gegründet, nachdem Versuche weltanschaulich und parteipolitisch neutraler Einheitsgewerkschaften gescheitert waren.
Bestehende Einzelgewerkschaften der Arbeiterschaft schlossen sich 1901 zum Gesamtverband der christlichen Gewerkschaften Deutschlands (GCG) zusammen.

## Geschichte
Christliche Gewerkschaften bekannten sich bewusst zu den Prinzipien der Christlichen Gesellschaftslehre wie Personalität, Subsidiarität, Solidarität und Gemeinwohl und erklärten diese für unvereinbar mit den sozialistischen Grundsätzen der Freien Gewerkschaften. Grundsätzlich waren die christlichen Gewerkschaften konfessionsübergreifend. Gleichwohl waren sie in den meisten Fällen integrale Bestandteile des katholischen Milieus. Ausgesprochen protestantisch geprägte Gewerkschaften gab es zwar auch, sie waren insgesamt eher eine Randerscheinung unter den christlichen Arbeitergewerkschaften. Ähnliches gilt auch für die Mitgliederschaft.

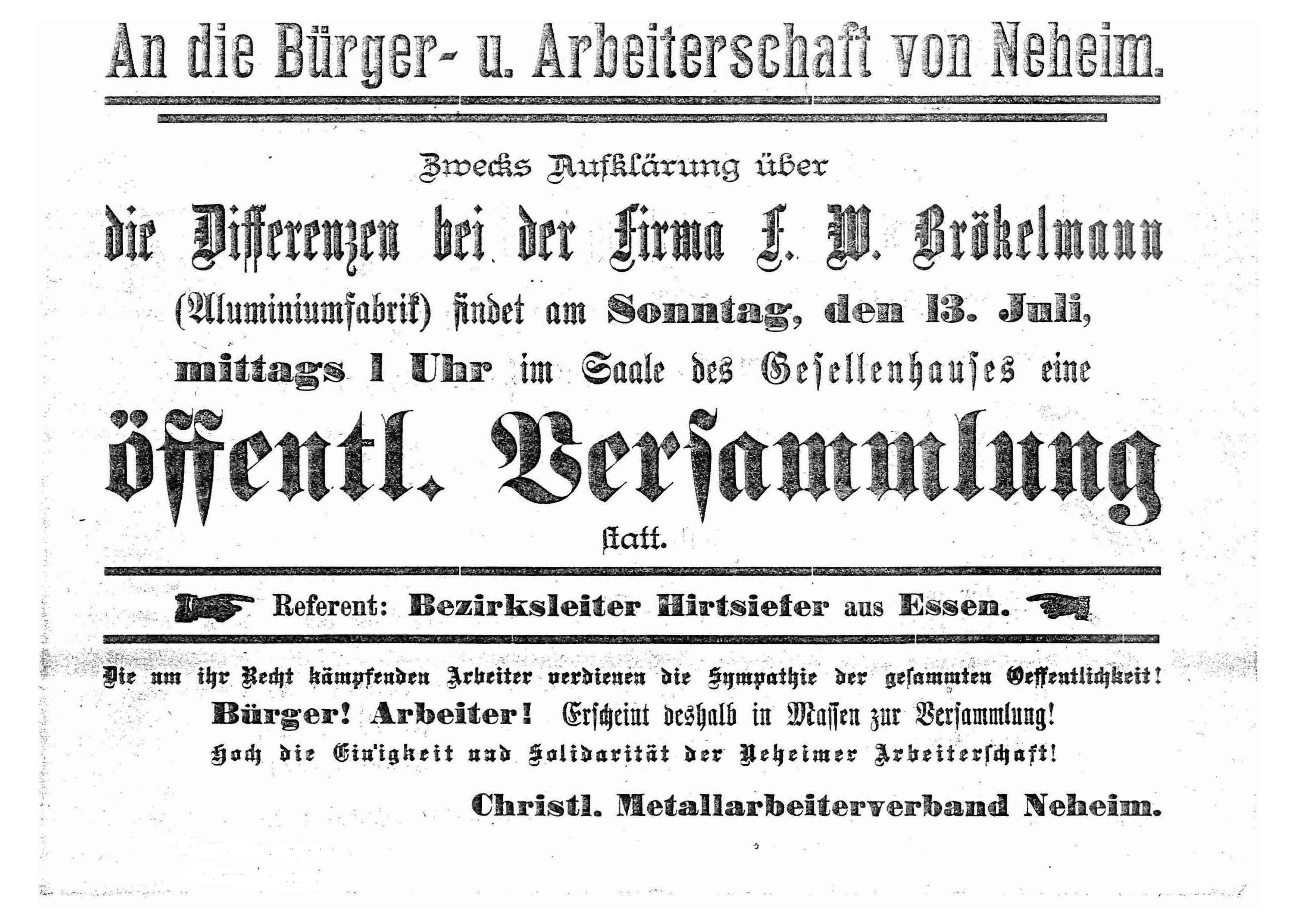
Streikaufruf (1913) des christlichen Metallarbeiterverbandes in Neheim

In der Regel wurden christliche Gewerkschaften zunächst auf lokaler und regionaler Ebene gegründet. So entstand etwa im Ruhrgebiet ein betont katholischer Gewerkverein christlicher Bergarbeiter, im benachbarten Siegerland entstand daneben ein protestantisch geprägter Verband. Ähnlich war die Entwicklung im Bereich der Eisen- und Metallindustrie. So entstand 1899 in der Duisburger Gegend der Christliche Metallarbeiterverband (CMV). Im selben Jahr entstand in Neheim der Sauerländer Gewerkverein der Metallarbeiter. Hinzu kamen Verbände im Raum Aachen und anderswo.
Die ersten Jahre der Arbeit der Christlichen Gewerkschaften waren überschattet vom Streit über die Frage, ob Katholiken zusammen mit Protestanten in einer gemeinsamen Organisation arbeiten sollten. Während katholische Bischöfe mit Nachdruck katholische Gewerkschaften forderten, beharrten die Führer der Christlichen Gewerkschaften (Franz Wieber, Adam Stegerwald) auf den interkonfessionellen Charakter der Christlichen Gewerkschaften, und es bedurfte der päpstlichen Enzyklika „Singulari quadam“, um diesen erbittert geführten Gewerkschaftsstreit 1912 zu beenden.
Im Ersten Weltkrieg lehnten die Christlichen Gewerkschaften Streiks ab und beteiligten sich am Burgfrieden zwischen Arbeiterschaft und Unternehmen, unterstützten Kriegsanstrengungen und Rüstungsproduktion. Die Interessen der Arbeitenden versuchten sie nun durch Eingaben und Vermittlungsgespräche mit den Militärbehörden zu sichern, was nicht immer gelang. Mitgliederverluste waren die Folge; erst das Gesetz über den vaterländischen Hilfsdienst vom Dezember 1916 brachte einen Umschwung, denn hier wurden Vermittlungsstrukturen zwischen Unternehmen, Staat und Arbeiterschaft institutionalisiert.
In der Weimarer Republik entwickelten sich die Christlichen Gewerkschaften unter ihrem Dachverband Deutscher Gewerkschaftsbund (DGB), in dem auch Angestellten- und Beamtenverbände organisiert waren, positiv und trugen wesentlich zur Entwicklung der deutschen Sozialgesetzgebung bei. Die christlichen Arbeitergewerkschaften waren hauptsächlich in katholischen Regionen verankert, so im Rheinland, in Westfalen, im Emsland, in Süddeutschland, in der Pfalz, dem Saarland und Oberschlesien. In ihren Hochburgen waren sie in der Regel die dominierende Gewerkschaft. Besonders stark waren die christlichen Arbeitergewerkschaften im Ruhrgebiet. Nur ein Drittel der deutschen Bevölkerung war katholisch, auch deshalb waren die christlichen Gewerkschaften gegenüber den sozialistischen Freien Gewerkschaften, die seit der Jahrhundertwende zunehmend religionsfeindlich eingestellt waren, auf Reichsebene in einer Minderheitsposition. Nur wenige Einzelgewerkschaften waren den sozialistischen Gewerkschaften insgesamt gesehen bei den Mitgliederzahlen ebenbürtig, so etwa die christliche Bergarbeitergewerkschaft. Bei den christlich-nationalen Angestelltengewerkschaften im Gesamtverband deutscher Angestelltengewerkschaften, die nicht dem GCG angehörten, wohl aber dem christlich-nationalen Deutschen Gewerkschaftsbund, dominierte hingegen der christlich-nationale Gewerkschaftsflügel.
Im Jahr 1933 wurden die Christlichen Gewerkschaften zusammen mit den im ADGB zusammengeschlossenen Freien Gewerkschaften im Zuge der Machtübernahme der Nationalsozialisten aufgelöst und enteignet. Nach dem Zweiten Weltkrieg erteilten die Siegermächte anfangs keine Konzessionen für christliche Gewerkschaften. Wiedergründungen erfolgten Mitte der 1950er Jahre.
Im Jahr 1955 vereinigten sich die wieder gegründeten christlichen Gewerkschaften zur „Christlichen Gewerkschaftsbewegung Deutschlands“ (CGD). Aus dieser Bewegung entstand am 27. Juni 1959 in Mainz der Christliche Gewerkschaftsbund Deutschlands (CGB).

## Vorsitzende
- 1901–1904 August Brust
- 1904–1919 Karl Matthias Schiffer
- 1919–1929 Adam Stegerwald
- 1929–1933 Bernhard Otte

Stellvertretende Vorsitzende
- 1920–1929 Franz Behrens und Heinrich Kurtscheid
- 1930–1933 Franz Behrens/Heinrich Kurtscheid/Karl Schmitz

## Generalsekretäre
- 1903–1919 Adam Stegerwald
- 1921–1929 Bernhard Otte

## Mitgliederzahlen
Jahr Mitglieder
- 1901 84.497
- 1904 107.556
- 1910 295.129
- 1912 344.687
- 1914 282.744
- 1917 243.865
- 1918 404.682
- 1919 858.283
- 1920 1.076.792
- 1923 937.920
- 1927 605.784
- 1929 673.127
- 1931 577.512

## Angeschlossene Verbände des Gesamtverbandes der christlichen Gewerkschaften 1918/19
- Zentralverband christlicher Bauarbeiter
- Gewerkverein christlicher Bergarbeiter
- Gutenberg-Bund (Buchdrucker)
- Gewerkschaft deutscher Eisenbahner und Staatsbediensteter
- Zentralverband christlicher Fabrik- und Transportarbeiter, zu denen gesonderte Fachverbände der Steinarbeiter, Glasarbeiter und Ziegler kamen
- Reichsverband deutscher Gasthausangestellten
- Zentralverband der Gemeindearbeiter und Straßenbahner
- Graphischer Zentralverband
- Reichsverband weiblicher Hausangestellter
- Gewerkverein der Heimarbeiterinnen
- Zentralverband christlicher Holzarbeiter
- Verband der Krankenpfleger
- Zentralverband der Landarbeiter
- Zentralverband christlicher Maler
- Christlicher Metallarbeiterverband
- Deutscher Gärtnerverband
- Verband der Nahrungs- und Genussmittelindustriearbeiter
- Verband christlicher Schneider und Schneiderinnen
- Verband christlicher Tabak- und Zigarrenarbeiter
- Zentralverband christlicher Textilarbeiter (auch: Christlicher Textilarbeiterverband)(CTV)

## Wichtige christliche Gewerkschaftsführer
- Friedrich Baltrusch (1876–1949), deutscher Gewerkschafter und Politiker (Volksnationale Reichsvereinigung)
- Heinrich Baumer (ZENTRUM) (1891–1962), Sekretär des Holzarbeiterverbands in der Christlichen Gewerkschaft
- Josef Becker (Politiker, 1875) (1875–1937), Christliche Bauarbeitergewerkschaft, MdR (Zentrum)
- Franz Behrens (1872–1943), Vorsitzender des Gewerkvereins christlicher Landarbeiter Deutschlands, des späteren Zentralverbandes der Landarbeiter, MdR (Christlichsoziale Partei, DNVP, CSVD)
- August Brust, Gründer und Vorsitzender des Gewerkvereins Christlicher Bergarbeiter
- Gerhard Cammann (1875–1955), Vorsitzender des Zentralverbandes christlicher Tabakarbeiter
- Johannes Giesberts (1865–1938), MdA, MdR, Zentrum
- Josef Hagemann (1875–1950), Arbeitersekretär in Osnabrück, Heuerleutevertreter, MdR, MdL (Zentrum)
- Adam Hornbach (1873–1959), Vorsitzender Graphischer Zentralverband
- Heinrich Imbusch (1878–1945), Vorsitzender des Gewerkvereins Christlicher Bergarbeiter Deutschlands, DGB-Vorsitzender, MdR (Zentrum)
- Jakob Kaiser (1888–1961), Funktionär im Gesamtverband, MdR (Zentrum)
- Bernhard Otte (1883–1933), Vorsitzender des Christlichen Textilarbeiter-Verbandes
- Carl Matthias Schiffer, Vorsitzender des Christlichen Textilarbeiter-Verbandes
- Carl Schirmer (1864–1942), MdL (Bayer), MdR, Zentrum, BVP
- Adam Stegerwald (1874–1945), Vorsitzender Zentralverband Christlicher Holzarbeiter, MdL (Preußen), MdR (Zentrum), 1921 preußischer Ministerpräsident, zahlreiche Ministerämter
- Paul Thränert (1875–1960), Vorsitzender Gutenberg-Bund
- Peter Tremmel (1874–1941), Vorsitzender des Zentralverbandes Christlicher Fabrik- und Transportarbeiter, MdR (Zentrum)
- Franz Wieber, Leiter des Christlichen Metallarbeiterverbandes, MdR (Zentrum)